# Macrocypraea
Genre
Synonymes
- Macrocypraea (Lorenzicypraea) Petuch & Drolshagen, 2011[1]

Macrocypraea est un genre de mollusques gastéropodes de la famille des Cypraeidae (les « porcelaines »). L'espèce-type est Macrocypraea zebra.

## Liste d'espèces
Selon World Register of Marine Species (29 septembre 2017) :
- Macrocypraea cervinetta (Kiener, 1844)
- Macrocypraea cervus (Linnaeus, 1771)
- Macrocypraea zebra (Linnaeus, 1758)